# Аристов, Виктор Фёдорович
Ви́ктор Фёдорович А́ристов (настоящая фамилия — Арестов) (1943—1994) — советский и российский кинорежиссёр, сценарист, актёр. Лауреат премии «Серебряный медведь» Берлинского кинофестиваля.

## Биография
Родился 9 июня 1943 года в кишлаке Будённый Киргизской ССР.
До учёбы в институте работал машинистом сцены Джамбульского областного драматического театра, путевым рабочим трамвайно-троллейбусного управления в Ленинграде, старшим инженером педагогического института имени А. Герцена.
В 1968 году заочно окончил режиссёрский факультет Ленинградского государственного института театра, музыки и кинематографии (ЛГИТМИК).
В качестве ассистента помогал режиссёру Илье Авербаху на съёмках фильма «Драма из старинной жизни», а как второй режиссёр работал вместе с Алексеем Германом, Сергеем Микаэляном, Иосифом Хейфицем.
Кроме того, снялся в нескольких фильмах, в том числе у Киры Муратовой в «Астеническом синдроме» и «Познавая белый свет», у Игоря Масленникова в «Шерлок Холмс и доктор Ватсон. Кровавая надпись», у Сергея Снежкина в «Невозвращенце».
В 1978 году по рассказу Василия Шукшина поставил короткометражку «Свояки», которая вышла на экраны лишь в 1987 году.
В 1979 году написал сценарий к фильму Динары Асановой «Жена ушла». Известность к режиссёру Виктору Аристову пришла после выхода на экраны фильма «Порох». Эта работа в 1987 году была отмечена Главным призом фестиваля «Молодое кино Ленинграда». Интерес вызвала и новая картина режиссёра — «Трудно первые сто лет», а следующая работа Виктора Аристова, психологический триллер «Сатана», снятый им по собственному сценарию, получила приз «Серебряный медведь» на Берлинском кинофестивале 1991 года.
Во время работы над фильмом «Дожди в океане» режиссёр скончался, и съёмки этой картины завершил Юрий Мамин.
Похоронен на Комаровском кладбище (пос. Комарово, Санкт-Петербург).

## Фильмография

### Режиссёр
- 1978 — Свояки
- 1980 — Тростинка на ветру
- 1985 — Порох
- 1988 — Трудно первые 100 лет
- 1990 — Сатана
- 1994 — Дожди в океане

### Сценарист
- 1979 — Жена ушла
- 1985 — Порох
- 1988 — Трудно первые 100 лет
- 1990 — Сатана
- 1994 — Дожди в океане

### Актёр
- 1979 — Шерлок Холмс и доктор Ватсон. Кровавая надпись — Джозеф Стэнджерсон
- 1980 — Познавая белый свет — руководитель драмкружка
- 1983 — Среди серых камней — нищий
- 1987 — Перемена участи — эпизод
- 1989 — Астенический синдром — директор школы
- 1991 — Невозвращенец — диссидент
- 1992 — Иди и не оглядывайся — эпизод